# Valdenebro
Valdenebro település Spanyolországban, Soria tartományban. Valdenebro Burgo de Osma-Ciudad de Osma, Rioseco de Soria, Valderrodilla, Bayubas de Arriba, Bayubas de Abajo és Quintanas de Gormaz községekkel határos. Lakosainak száma 94 fő (2024).

## Népesség
A település népessége az elmúlt években az alábbi módon változott:
| Lakosok száma | 150  | 146  | 136  | 125  | 125  | 124  | 114  | 106  | 90   | 94   |
|               | 2001 | 2004 | 2007 | 2009 | 2012 | 2014 | 2017 | 2019 | 2022 | 2024 |